# Copa Davis 2022
La Copa Davis 2022, també coneguda com a Davis Cup by Rakuten 2022, correspon a la 110a edició del torneig de tennis masculí més important per nacions.
El calendari de la competició no es va veure afectat per la pandèmia de COVID-19 però en previsió de possibles restriccions en les finals, es va descentralitzar en cinc seus diferents.

## Davis Cup Finals
- Fase grups:[1]
  - 14-18 de setembre de 2022
  - Unipol Arena, Bolonya (Itàlia)
  - Emirates Arena, Glasgow (Regne Unit)
  - Am Rothenbaum, Hamburg (Alemanya)
  - Pavelló Font de Sant Lluís, València (Espanya)
- Fase final:
  - 23-27 de novembre de 2022
  - Palacio de Deportes José María Martín Carpena, Màlaga (Espanya)

16 equips nacionals participen en l'esdeveniment classificats de la següent forma:
- 1 equip finalista de les finals de l'edició anterior (defensor del títol fou suspès, Rússia).
- 1 millor rànquing perdedors semifinals de les finals de l'edició anterior.
- 12 equips guanyadors de la fase de classificació.
- 2 equips convidats.

| Alemanya       | Argentina   | Austràlia  | Bèlgica       |
| Corea del Sud  | Croàcia (F) | Espanya    | Estats Units  |
| França         | Itàlia      | Kazakhstan | Països Baixos |
| Regne Unit (C) | Rússia (G)  | Sèrbia (C) | Suècia        |

### Fase de grups
| Grup | Primer        | Primer | Primer | Primer | Segon        | Segon | Segon | Segon | Tercer     | Tercer | Tercer | Tercer | Quart         | Quart | Quart | Quart |
| Grup | País          | E      | P      | S      | País         | E     | P     | S     | País       | E      | P      | S      | País          | E     | P     | S     |
| ---- | ------------- | ------ | ------ | ------ | ------------ | ----- | ----- | ----- | ---------- | ------ | ------ | ------ | ------------- | ----- | ----- | ----- |
| A    | Itàlia        | 3−0    | 7−2    | 16−7   | Croàcia      | 2−1   | 5−4   | 12−10 | Suècia     | 1−2    | 4−5    | 10−12  | Argentina     | 0−3   | 2−7   | 7−16  |
| B    | Espanya       | 2−1    | 7−2    | 16−8   | Canadà       | 2−1   | 5−4   | 11−12 | Sèrbia     | 2−1    | 4−5    | 10−10  | Corea del Sud | 0−3   | 2−7   | 7−14  |
| C    | Alemanya      | 3−0    | 6−3    | 13−9   | Austràlia    | 2−1   | 6−3   | 12−8  | França     | 1−2    | 4−5    | 12−10  | Bèlgica       | 0−3   | 2−7   | 6−16  |
| D    | Països Baixos | 3−0    | 6−3    | 14−9   | Estats Units | 2−1   | 5−4   | 11−12 | Regne Unit | 1−2    | 4−5    | 11−12  | Kazakhstan    | 0−3   | 3−6   | 10−13 |

### Quadre
|  | Quarts de final        | Quarts de final        | Quarts de final |                        |           | Semifinals | Semifinals             | Semifinals |  |   | Final  | Final | Final |
|  |                        |                        |                 |                        |           |            |                        |            |  |   |        |       |       |
|  | 24 de novembre, Màlaga |                        |                 |                        |           |            |                        |            |  |   |        |       |       |
|  | 7                      | Itàlia                 | 2               |                        |           |            |                        |            |  |   |        |       |       |
|  | 7                      | Itàlia                 | 2               | 26 de novembre, Màlaga |           |            |                        |            |  |   |        |       |       |
|  | 4                      | Estats Units           | 1               |                        |           |            |                        |            |  |   |        |       |       |
|  | 4                      | Estats Units           | 1               |                        | 7         | Itàlia     | 1                      |            |  |   |        |       |       |
|  | 24 de novembre, Màlaga |                        |                 |                        | 7         | Itàlia     | 1                      |            |  |   |        |       |       |
|  |                        | 6                      | Canadà          | 2                      |           |            |                        |            |  |   |        |       |       |
|  | 5                      | 6                      | Canadà          | 2                      | Alemanya  | 1          |                        |            |  |   |        |       |       |
|  | 5                      |                        |                 |                        | Alemanya  | 1          | 27 de novembre, Màlaga |            |  |   |        |       |       |
|  | 6                      | Canadà                 | 2               |                        |           |            |                        |            |  |   |        |       |       |
|  | 6                      | Canadà                 | 2               |                        |           |            |                        |            |  | 6 | Canadà | 2     |       |
|  | 22 de novembre, Màlaga |                        |                 |                        |           |            |                        |            |  | 6 | Canadà | 2     |       |
|  |                        | 14                     | Austràlia       | 0                      |           |            |                        |            |  |   |        |       |       |
|  | 14                     | 14                     | Austràlia       | 0                      | Austràlia | 2          |                        |            |  |   |        |       |       |
|  | 14                     | 25 de novembre, Màlaga |                 |                        | Austràlia | 2          |                        |            |  |   |        |       |       |
|  | 15                     | Països Baixos          | 0               |                        |           |            |                        |            |  |   |        |       |       |
|  | 15                     | Països Baixos          | 0               |                        | 14        | Austràlia  | 2                      |            |  |   |        |       |       |
|  | 23 de novembre, Màlaga |                        |                 |                        | 14        | Austràlia  | 2                      |            |  |   |        |       |       |
|  |                        | 1                      | Croàcia         | 1                      |           |            |                        |            |  |   |        |       |       |
|  | 1                      | 1                      | Croàcia         | 1                      | Croàcia   | 2          |                        |            |  |   |        |       |       |
|  | 1                      |                        |                 |                        | Croàcia   | 2          |                        |            |  |   |        |       |       |
|  | 2                      | Espanya                | 0               |                        |           |            |                        |            |  |   |        |       |       |

### Final
| · Canadà · 2 | Martín Carpena Arena, Màlaga, Espanya 26 de novembre de 2022 Dura interior | Martín Carpena Arena, Màlaga, Espanya 26 de novembre de 2022 Dura interior | · Austràlia · 0 |     |   |             |
| \| \| [2] \| \| 1 \| 2 \| 3 \| \| \| - \| ------------------ \| -------------------------------------------------------------------- \| --- \| --- \| - \| ----------- \| \| 1 \| Canadà · Austràlia \| Denis Shapovalov Thanasi Kokkinakis \| 6 2 \| 6 4 \| \| \| \| 2 \| Canadà · Austràlia \| Felix Auger-Aliassime Alex de Minaur \| 6 3 \| 6 4 \| \| \| \| 3 \| Canadà · Austràlia \| Vasek Pospisil / Felix Auger-Aliassime Max Purcell / Jordan Thompson \| \| \| \| no disputat \| |                                                                            |                                                                            |                 |     |   |             |
| | [ 2 ]                                                                      |                                                                            | 1               | 2   | 3 |             |
| 1 | Canadà · Austràlia                                                         | Denis Shapovalov Thanasi Kokkinakis                                        | 6 2             | 6 4 |   |             |
| 2 | Canadà · Austràlia                                                         | Felix Auger-Aliassime Alex de Minaur                                       | 6 3             | 6 4 |   |             |
| 3 | Canadà · Austràlia                                                         | Vasek Pospisil / Felix Auger-Aliassime Max Purcell / Jordan Thompson       |                 |     |   | no disputat |

## Fase classificació
Dates: 4 i 5 de març de 2022
24 equips nacionals participen per classificar-se per la fase final en sèries basades en el format local-visitant tradicional de la Copa Davis per omplir les 12 places restants de la fase final. Equips classificats de la següent forma:
- 16 equips no finalistes en les finals anteriors.
- 8 equips guanyadors del Grup Mundial I continentals.
- 2 equips guanyadors de la fase eliminatòria dels Grups Mundial I.

| Seu (superfície)                                                       | Equip local      | Resultat | Equip visitant |
| ---------------------------------------------------------------------- | ---------------- | -------- | -------------- |
| Palais des Sports, Pau, França (dura interior)                         | França (1)       | 4 − 0    | Equador        |
| Puente Romano Club de Tenis, Marbella, Espanya (terra batuda)          | Espanya (2)      | 3 − 1    | Romania        |
| Espoo Metro Areena, Espoo, Finlàndia (dura interior)                   | Finlàndia        | 2 − 3    | Bèlgica (3)    |
| Reno Events Center, Reno, Estats Units (dura interior)                 | Estats Units (4) | 4 − 0    | Colòmbia       |
| Sportcampus Zuiderpark, La Haia, Països Baixos (terra batuda interior) | Països Baixos    | 4 − 0    | Canadà (5)     |
| Parque Olímpico Arena Tenis, Rio de Janeiro, Brasil (terra batuda)     | Brasil           | 1 − 3    | Alemanya (6)   |
| NTC Arena, Bratislava, Eslovàquia (dura interior)                      | Eslovàquia       | 2 − 3    | Itàlia (7)     |
| Ken Rosewall Arena, Homebush, Austràlia (dura)                         | Austràlia (8)    | 3 − 2    | Hongria        |
| Oslo Tennis Arena, Oslo, Noruega (dura interior)                       | Noruega          | 1 − 3    | Kazakhstan (9) |
| Helsingborg Arena, Helsingborg, Suècia (dura interior)                 | Suècia (10)      | 3 − 2    | Japó           |
| Buenos Aires Lawn Tennis Club, Buenos Aires, Argentina (terra batuda)  | Argentina (11)   | 4 − 0    | Txèquia        |
| Olympic Park Tennis Court, Seül, Corea del Sud (dura interior)         | Corea del Sud    | 3 − 1    | Àustria (12)   |

## Grup Mundial I
Data: 16−18 de setembre de 2022
24 equips nacionals van participar en el Grup Mundial I. Equips classificats de la següent forma:
- 12 equips perdedors de la fase de classificació
- 12 equips guanyadors de la fase de classificació del Grup I

Els vuit equips vencedors amb millor rànquing es van classificar automàticament per la fase de classificació de la següent edició, mentre que els quatre vencedors amb pitjor rànquing van accedir a una ronda de play-off addicional disputada al novembre de 2021. Els dos equips vencedors d'aquest play-off també es van classificar per la fase de classificació. Els dos perdedors d'aquest play-off més els perdedors d'aquesta ronda van tornar a la ronda classificatòria del Grup I mundial.
| Seu (superfície)                                                                | Equip local               | Resultat | Equip visitant |
| ------------------------------------------------------------------------------- | ------------------------- | -------- | -------------- |
| Sportland Arena, Tulln an der Donau, Àustria (terra batuda)                     | Àustria (1)               | 4 − 0    | Pakistan       |
| Carmel Club, Bogotà, Colòmbia (terra batuda)                                    | Colòmbia (2)              | 4 − 0    | Turquia        |
| Shlomo Group Arena, Tel-Aviv, Israel (dura interior)                            | Israel                    | 1 − 3    | Txèquia (3)    |
| Olympic Tennis School, Taixkent, Uzbekistan (dura)                              | Uzbekistan                | 3 − 1    | Japó (4)       |
| Salinas Golf & Tenis Club, Salinas, Equador (dura)                              | Equador (5)               | 2 − 3    | Suïssa         |
| Club Lawn Tennis de La Exposicion, Lima, Perú (terra batuda)                    | Perú                      | 2 − 3    | Xile (6)       |
| Centro Cultural de Viana do Castelo, Viana do Castelo, Portugal (dura interior) | Portugal                  | 3 − 1    | Brasil (7)     |
| Hakons Hall, Lillehammer, Noruega (dura interior)                               | Noruega                   | 3 − 1    | Índia (8)      |
| SEB Arena, Vilnius, Ucraïna (dura interior)                                     | Ucraïna                   | 1 − 3    | Hongria (9)    |
| NTC Arena, Bratislava, Eslovàquia (terra batuda interior)                       | Eslovàquia (10)           | 3 − 1    | Romania        |
| Espoo Metro Areena, Espoo, Finlàndia (dura interior)                            | Finlàndia (11)            | 5 − 0    | Nova Zelanda   |
| Tennis Academy SET, Široki Brijeg, Bòsnia i Hercegovina (terra batuda)          | Bòsnia i Hercegovina (12) | 3 − 1    | Mèxic          |

### Fase de classificació
Dates: 4 i 5 de març de 2022
24 equips nacionals van participar en aquesta fase per classificar-se per les dotze places del Grup Mundial I, mentre que els dotze vençuts van disputar el Grup Mundial II. Equips classificats de la següent forma:
- 2 equips perdedors de la fase eliminatòria dels Grup Mundial I de l'edició anterior.
- 12 equips perdedors dels Grup Mundial I de l'edició anterior.
- 8 equips guanyadors dels Grup Mundial II de l'edició anterior.
- 2 equips guanyadors de la fase eliminatòria dels Grup Mundial II de l'edició anterior.

| Seu (superfície)                                                    | Equip local    | Resultat | Equip visitant           |
| ------------------------------------------------------------------- | -------------- | -------- | ------------------------ |
| Club de Tenis Union, Viña del Mar, Xile (terra batuda)              | Xile (1)       | 4 − 0    | Eslovènia                |
| Delhi Gymkhana Club, Nova Delhi, Índia (gespa)                      | Índia (2)      | 4 − 0    | Dinamarca                |
| Olympic Tennis School, Taixkent, Uzbekistan (dura interior)         | Uzbekistan (3) | 2 − 3    | Turquia                  |
| Complexo Municipal de Ténis da Maia, Porto, Portugal (terra batuda) | Portugal (4)   | 4 − 0    | Polònia                  |
| Tennis Club de Tunis, Tunis, Tunísia (terra batuda)                 | Tunísia        | 1 − 3    | Bòsnia i Hercegovina (5) |
| Toto Hakiriya Ashdod Arena, Asdod, Israel (dura interior)           | Israel (6)     | 3 − 1    | Sud-àfrica               |
| Darling Tennis Centre, Las Vegas, Estats Units (dura)               | Nova Zelanda   | 3 − 1    | Uruguai (7)              |
| Tennis Park, Kíev, Ucraïna (dura interior)                          | Ucraïna (8)    | 3 − 0    | Barbados                 |
| Pakistan Sports Complex, Islamabad, Pakistan (gespa)                | Pakistan (9)   | 3 − 2    | Lituània                 |
| Club Lawn Tennis de La Exposición, Lima, Perú (terra batuda)        | Perú (10)      | 3 − 1    | Bolívia                  |
| Jan Group Arena, Biel/Bienne, Suïssa (dura interior)                | Suïssa         | 3 − 1    | Líban (11)               |
| Estadio Rafael "Pelon" Osuna, Ciutat de Mèxic, Mèxic (terra batuda) | Mèxic (12)     | w/o      | Belarús                  |

## Grup Mundial II
Data: 16−18 de setembre de 2022
24 equips nacionals van participar en el Grup Mundial I. Equips classificats de la següent forma:
- 12 equips perdedors de la fase de classificació del Grup I
- 12 equips guanyadors de la fase de classificació del Grup II

| Seu (superfície)                                                               | Equip local              | Resultat | Equip visitant            |
| ------------------------------------------------------------------------------ | ------------------------ | -------- | ------------------------- |
| Carrasco Lawn Tenis Club, Montevideo, Uruguai (terra batuda)                   | Uruguai (1)              | 2 − 3    | R.P. de la Xina           |
| Notre Dame University, Zouk Mosbeh, Líban (dura)                               | Líban (2)                | 3 − 2    | Mònaco                    |
| SEB Arena, Vílnius, Lituània (dura interior)                                   | Lituània (3)             | 4 − 1    | Egipte                    |
| The Lawn Tennis Association of Thailand, Bangkok, Tailàndia (dura)             | Tailàndia                | 3 − 1    | Bolívia (4)               |
| Taipei Tennis Center, Taipei, República de la Xina (dura)                      | República de la Xina (5) | 3 − 1    | Hong Kong                 |
| Tennis Center Portoroz, Portorož, Eslovènia (terra batuda)                     | Eslovènia (6)            | 4 − 0    | Estònia                   |
| Magic Hotel Skanes Family, Monastir, Tunísia (dura)                            | Tunísia (7)              | 1 − 3    | Grècia                    |
| Costa Del Sol Beach Soccer Stadium, San Luis La Herradura, El Salvador (gespa) | El Salvador              | 2 − 3    | Dinamarca (8)             |
| Hala Widowiskowo Sportowa, Inowrocław, Polònia (dura interior)                 | Polònia (9)              | 5 − 0    | Indonèsia                 |
| National Tennis Centre, Sofia, Bulgària (terra batuda)                         | Bulgària                 | 3 − 0    | Sud-àfrica (10)           |
| National Tennis Centre, St. Michael, Barbados (dura)                           | Barbados (11)            | 2 − 3    | Irlanda                   |
| National Tennis Centre Lielupe, Jūrmala, Letònia (dura interior)               | Letònia                  | 3 − 2    | República Dominicana (12) |

### Fase de classificació
Dates: 4 i 5 de març de 2022
24 equips nacionals van participar en aquesta fase per classificar-se per les dotze places del Grup Mundial II, mentre que els dotze vençuts van disputar els respectius Grups Mundials III continentals. Equips classificats de la següent forma:
- 2 equips perdedors de la fase eliminatòria dels Grup Mundial II de l'edició anterior.
- 12 equips perdedors dels Grup Mundial II de l'edició anterior.
- 10 equips guanyadors dels Grups Mundials III continentals de l'edició anterior.
  - 3 provinents d'Europa.
  - 3 provinents d'Àsia/Oceania.
  - 2 provinents d'Amèrica.
  - 2 provinents d'Àfrica.

| Seu (superfície)                                                                     | Equip local              | Resultat | Equip visitant           |
| ------------------------------------------------------------------------------------ | ------------------------ | -------- | ------------------------ |
| Xina                                                                                 | R.P. de la Xina (1)      | w/o      | Irlanda                  |
| Centro Nacional De Tenis Parque Del Este, Santo Domingo, República Dominicana (dura) | República Dominicana (2) | 3 − 0    | Vietnam                  |
| The Lawn Tennis Association of Thailand, Bangkok, Tailàndia (dura)                   | Tailàndia (3)            | 2 − 3    | Letònia                  |
| Complejo de Tenis Ing. Juan José Hermosilla, Guatemala, Guatemala (dura)             | Guatemala                | 0 − 4    | República de la Xina (4) |
| Stadion Tenis Outdoor Gelora Bung Karno, Jakarta, Indonèsia (dura)                   | Indonèsia                | 3 − 0    | Veneçuela (5)            |
| Forus Spordikeskus, Viimsi, Estònia (dura interior)                                  | Estònia (6)              | 4 − 0    | Pacific Oceania          |
| El Gezera Sporting Club, El Caire, Egipte (terra batuda)                             | Egipte (7)               | 4 − 1    | Xipre                    |
| Ace Tennis Club, Atenes, Grècia (terra batuda interior)                              | Grècia (8)               | 3 − 2    | Jamaica                  |
| Monte-Carlo Country Club, Ròcabruna, França (terra batuda)                           | Mònaco                   | 4 − 0    | Marroc (9)               |
| Sport Hall, Sofia, Bulgària (dura interior)                                          | Bulgària (10)            | 3 − 1    | Paraguai                 |
| Harare Sports Club, Harare, Zimbàbue (dura)                                          | Zimbàbue (11)            | 1 − 3    | El Salvador              |
| Stade de l'Amitié Général Mathieu Kerekou, Cotonou, Benín (dura)                     | Benín                    | 1 − 3    | Hong Kong (12)           |

## Sector Àfrica

### Grup III
Les eliminatòries es van disputar entre els dies 10 i 13 d'agost de 2022 sobre pista dura al Tennis Club de Bachdjarah de Algiers (Algèria). Els equips es van dividir en dos grups de quatre equips, on els dos guanyadors més el guanyador de l'enfrontament entre els dos segons es van classificar per disputar la següent edició de la fase classificatòria del Grup Mundial II, mentre que els dos pitjors van descendir al grup IV del sector africà.
Grup A
|               | Zimbàbue | Benín | Moçambic | Costa d'Ivori | V − D | Partits | Pos. |
| Zimbàbue      |          | 2−1   | 3−0      | 1−2           | 2−1   | 6−3     | 2    |
| Benín         | 1−2      |       | 3−0      | 1−2           | 1−2   | 5−4     | 3    |
| Moçambic      | 0−3      | 0−3   |          | 0−3           | 0−3   | 0−9     | 4    |
| Costa d'Ivori | 2−1      | 2−1   | 3−0      |               | 3−0   | 7−2     | 1    |

Grup B
|         | Marroc | Kenya | Namíbia | Algèria | V − D | Partits | Pos. |
| Marroc  |        | 3−0   | 3−0     | 3−0     | 3−0   | 9−0     | 1    |
| Kenya   | 0−3    |       | 1−2     | 1−2     | 0−3   | 2−7     | 4    |
| Namíbia | 0−3    | 2−1   |         | 2−1     | 2−1   | 4−5     | 2    |
| Algèria | 0−3    | 2−1   | 1−2     |         | 1−2   | 3−6     | 3    |

Play-offs
| Ronda        | Equip A       | Resultat | Equip B |
| ------------ | ------------- | -------- | ------- |
| Primer/Segon | Costa d'Ivori | 0 − 2    | Marroc  |
| Ascens       | Zimbàbue      | 2 − 1    | Namíbia |
| Descens      | Benín         | 2 − 1    | Kenya   |
| Descens      | Moçambic      | 0 − 2    | Algèria |

### Grup IV
Les eliminatòries es van disputar en dues seus diferents. Entre el 4 i el 10 de juliol de 2022 es va disputar una eliminatòria sobre terra batuda al Ecology Tennis Club de Kigali (Ruanda), i entre els dies 27 i 30 de juliol de 2022 sobre pista dura al MUNDI Sport Complex de Yaoundé (Camerún). En cada seu els equips es van dividir en dos grups de cinc equips, on els primers classificats de cada grup s'enfrontaven per decidir els dos equips que ascendeixen al Grup III del sector africà.
Grup A (Kigali)
|          | Ruanda | Uganda | Sudan | Tanzània | V − D | Partits | Pos. |
| Ruanda   |        | 3−0    | 3−0   | 3−0      | 3−0   | 9−0     | 1    |
| Uganda   | 0−3    |        | 0−3   | 1−2      | 0−3   | 1−8     | 4    |
| Sudan    | 0−3    | 3−0    |       | 2−1      | 2−1   | 5−4     | 2    |
| Tanzània | 0−3    | 2−1    | 1−2   |          | 1−2   | 3−6     | 3    |

Grup B (Kigali)
|                | Botswana | Angola | Rep. del Congo | R.D. del Congo | Togo | V − D | Partits | Pos. |
| Botswana       |          | 2−1    | 2−1            | 0−3            | 0−3  | 2−2   | 4−8     | 3    |
| Angola         | 1−2      |        | 2−1            | 0−3            | 0−3  | 1−3   | 3−9     | 4    |
| Rep. del Congo | 1−2      | 1−2    |                | 0−3            | 0−3  | 0−4   | 2−10    | 5    |
| R.D. del Congo | 3−0      | 3−0    | 3−0            |                | 1−2  | 3−1   | 10−2    | 2    |
| Togo           | 3−0      | 3−0    | 3−0            | 2−1            |      | 4−0   | 11−1    | 1    |

Play-offs (Kigali)
| Ronda        | Equip A  | Resultat | Equip B        |
| ------------ | -------- | -------- | -------------- |
| Ascens       | Ruanda   | 0 − 3    | Togo           |
| Tercer/Quart | Sudan    | 0 − 3    | R.D. del Congo |
| Cinquè/Sisè  | Tanzània | 2 − 1    | Botswana       |
| Setè/Vuitè   | Uganda   | 0 − 3    | Angola         |
| Novè         |          |          | Rep. del Congo |

Grup A (Yaoundé)
|         | Nigèria | Gabon | Burundi | Maurici | V − D | Partits | Pos. |
| Nigèria |         | 3−0   | 1−2     | 3−0     | 2−1   | 7−2     | 2    |
| Gabon   | 0−3     |       | 0−3     | 2−1     | 1−2   | 2−7     | 3    |
| Burundi | 2−1     | 3−0   |         | 1−2     | 2−1   | 6−3     | 1    |
| Maurici | 0−3     | 1−2   | 2−1     |         | 1−2   | 3−6     | 4    |

Grup B (Yaoundé)
|         | Camerun | Ghana | Senegal | Etiòpia | V − D | Partits | Pos. |
| Camerun |         | 1−2   | 1−2     | 3−0     | 1−2   | 5−4     | 3    |
| Ghana   | 2−1     |       | 1−2     | 3−0     | 2−1   | 6−3     | 2    |
| Senegal | 2−1     | 2−1   |         | 3−0     | 3−0   | 7−2     | 1    |
| Etiòpia | 0−3     | 0−3   | 0−3     |         | 0−3   | 0−9     | 4    |

Play-offs (Yaoundé)
| Ronda        | Equip A | Resultat | Equip B |
| ------------ | ------- | -------- | ------- |
| Ascens       | Burundi | 1 − 2    | Senegal |
| Tercer/Quart | Nigèria | 0 − 2    | Ghana   |
| Cinquè/Sisè  | Gabon   | 0 − 2    | Camerun |
| Setè/Vuitè   | Maurici | 2 − 1    | Etiòpia |

## Sector Amèrica

### Grup III
Les eliminatòries es van disputar entre els dies 22 i 25 de juny de 2022 sobre pista dura al Costa Rica Country Club de Escazú (Costa Rica). Els equips es van dividir en dos grups de quatre equips, on els dos guanyadors més el guanyador de l'enfrontament entre els dos segons es van classificar per disputar la següent edició de la fase classificatòria del Grup Mundial II, mentre que els dos pitjors van descendir al grup IV del sector americà.
Grup A
|             | Veneçuela | Guatemala | Puerto Rico | Panamà | V − D | Partits | Pos. |
| Veneçuela   |           | 2−1       | 3−0         | 3−0    | 3−0   | 8−1     | 1    |
| Guatemala   | 1−2       |           | 2−1         | 1−2    | 1−2   | 4−5     | 3    |
| Puerto Rico | 0−3       | 1−2       |             | 1−2    | 0−3   | 2−7     | 4    |
| Panamà      | 0−3       | 2−1       | 2−1         |        | 2−1   | 4−5     | 2    |

Grup B
|            | Paraguai | Jamaica | Bahames | Costa Rica | V − D | Partits | Pos. |
| Paraguai   |          | 2−1     | 2−1     | 3−0        | 3−0   | 7−2     | 1    |
| Jamaica    | 1−2      |         | 2−1     | 2−1        | 2−1   | 5−4     | 2    |
| Bahames    | 1−2      | 1−2     |         | 1−2        | 0−3   | 3−6     | 4    |
| Costa Rica | 0−3      | 1−2     | 2−1     |            | 1−2   | 3−6     | 3    |

Play-offs
| Ronda   | Subronda     | Equip A   | Resultat   | Equip B  |
| ------- | ------------ | --------- | ---------- | -------- |
| Ascens  | Primer/Segon | Veneçuela | 0 − 2      | Paraguai |
| Ascens  | Promoció     | Panamà    | 0 − 3      | Jamaica  |
| Descens |              | Guatemala | 0 − 2      | Bahames  |
| Descens | Puerto Rico  | 1 − 2     | Costa Rica |          |

### Grup IV
Les eliminatòries es van disputar entre els dies 1 i 6 d'agost de 2022 sobre pista dura al National Racquet Centre de Tacarigua (Trinidad i Tobago). Els equips es van dividir en dos grups de quatre equips, on els dos primers classificats de cada grup s'enfrontaven, primer d'un grup contra segon de l'altre grup, per decidir els dos equips que ascendeixen al Grup III del sector americà.
Grup A
|                   | Bermudes | Hondures | Antigua i Barbuda | Haití | V − D | Partits | Pos. |
| Bermudes          |          | 2−1      | 2−1               | 3−0   | 3−0   | 7−2     | 1    |
| Hondures          | 1−2      |          | 2−1               | 3−0   | 2−1   | 6−3     | 2    |
| Antigua i Barbuda | 1−2      | 1−2      |                   | 2−1   | 1−2   | 4−5     | 3    |
| Haití             | 0−3      | 0−3      | 1−2               |       | 0−3   | 1−8     | 4    |

Grup B
|                         | Cuba | Illes Verges Americanes | Trinitat i Tobago | Aruba | Nicaragua | V − D | Partits | Pos. |
| Cuba                    |      | 2−1                     | 3−0               | 1−2   | 2−1       | 3−1   | 8−4     | 2    |
| Illes Verges Americanes | 1−2  |                         | 0−3               | 0−3   | 0−3       | 0−4   | 1−11    | 5    |
| Trinitat i Tobago       | 0−3  | 3−0                     |                   | 0−3   | 1−2       | 1−3   | 4−8     | 4    |
| Aruba                   | 2−1  | 3−0                     | 3−0               |       | 2−1       | 4−0   | 10−2    | 1    |
| Nicaragua               | 1−2  | 3−0                     | 2−1               | 1−2   |           | 2−2   | 7−5     | 3    |

Play-offs
| Ronda       | Equip A           | Resultat | Equip B                 |
| ----------- | ----------------- | -------- | ----------------------- |
| Ascens      | Bermudes          | 2 − 0    | Cuba                    |
| Ascens      | Hondures          | 2 − 1    | Aruba                   |
| Cinquè/Sisè | Antigua i Barbuda | 0 − 2    | Nicaragua               |
| Setè/Vuitè  | Haití             | 1 − 2    | Trinitat i Tobago       |
| Novè        |                   |          | Illes Verges Americanes |

## Sector Àsia/Oceania

### Grup III
Les eliminatòries es van disputar entre els dies 10 i 13 d'agost de 2022 sobre pista dura al Hai Dang Tennis Club de Tay Ninh (Vietnam). Els equips es van dividir en dos grups de quatre equips, on els dos guanyadors més el guanyador de l'enfrontament entre els dos segons es van classificar per disputar la següent edició de la fase classificatòria del Grup Mundial II, mentre que els dos pitjors van descendir al grup IV del sector asiàtico-oceànic.
Grup A
|          | Vietnam | Síria | Jordània | Malàisia | V − D | Partits | Pos. |
| Vietnam  |         | 3−0   | 3−0      | 3−0      | 2−0   | 6−0     | 1    |
| Síria    | 0−3     |       | 1−2      | 0−3      | 0−3   | 1−8     | 4    |
| Jordània | 0−3     | 2−1   |          | 2−1      | 2−1   | 4−5     | 2    |
| Malàisia | 0−3     | 3−0   | 1−2      |          | 1−2   | 4−5     | 3    |

Grup B
|                     | Pacific Oceania | Aràbia Saudita | Iran | Emirats Àrabs Units | V − D | Partits | Pos. |
| Pacific Oceania     |                 | 3−0            | 3−0  | 3−0                 | 3−0   | 9−0     | 1    |
| Aràbia Saudita      | 0−3             |                | 2−1  | 3−0                 | 2−1   | 5−4     | 2    |
| Iran                | 0−3             | 1−2            |      | 3−0                 | 1−2   | 1−8     | 3    |
| Emirats Àrabs Units | 0−3             | 0−3            | 0−3  |                     | 0−3   | 0−9     | 4    |

Play-offs
| Ronda        | Equip A  | Resultat | Equip B             |
| ------------ | -------- | -------- | ------------------- |
| Primer/Segon | Vietnam  | 1 − 2    | Pacific Oceania     |
| Ascens       | Jordània | 2 − 0    | Aràbia Saudita      |
| Descens      | Malàisia | 3 − 0    | Emirats Àrabs Units |
| Descens      | Síria    | 1 − 2    | Iran                |

### Grup IV
Les eliminatòries es van disputar en dues seus diferents. Entre el 8 i el 13 d'agost de 2022 es va disputar una eliminatòria sobre terra batuda al Sri Lanka Tennis Association Courts de Colombo (Sri Lanka), i entre els dies 17 i 22 d'octubre de 2022 sobre pista dura al Bahrain Tennis Federation de Isa Town (Bahrain). En cada seu els equips es van dividir en dos grups de cinc equips, on els primers classificats de cada grup s'enfrontaven per decidir els dos equips que ascendeixen al Grup III del sector asiàtico-oceànic.
Grup A (Colombo)
|               | Sri Lanka | Kirguizstan | Bangladesh | V − D | Partits | Pos. |
| Sri Lanka (1) |           | 3−0         | 3−0        | 2−0   | 6−0     | 1    |
| Kirguizstan   | 0−3       |             | 3−0        | 1−1   | 3−3     | 2    |
| Bangladesh    | 0−3       | 0−3         |            | 0−2   | 0−6     | 3    |

Grup B (Colombo)
|          | Iraq | Iemen | Brunei | Maldives | V − D | Partits | Pos. |
| Iraq (2) |      | 2−1   | 3−0    | 3−0      | 3−0   | 8−1     | 1    |
| Iemen    | 1−2  |       | 1−2    | 2−1      | 1−2   | 4−5     | 3    |
| Brunei   | 0−3  | 2−1   |        | 2−1      | 2−1   | 4−5     | 2    |
| Maldives | 0−3  | 1−2   | 1−2    |          | 0−3   | 2−7     | 4    |

Play-offs (Colombo)
| Ronda        | Equip A     | Resultat | Equip B  |
| ------------ | ----------- | -------- | -------- |
| Ascens       | Sri Lanka   | 2 − 0    | Iraq     |
| Tercer/Quart | Kirguizstan | 2 − 0    | Brunei   |
| Cinquè/Sisè  | Bangladesh  | 2 − 1    | Iemen    |
| Setè         |             |          | Maldives |

Grup A (Isa Town)
|                  | Turkmenistan | Cambodja | Mongòlia | Bhutan | V − D | Partits | Pos. |
| Turkmenistan (1) |              | 1−2      | 3−0      | 3−0    | 2−1   | 7−2     | 2    |
| Cambodja         | 2−1          |          | 3−0      | 3−0    | 3−0   | 8−1     | 1    |
| Mongòlia         | 0−3          | 0−3      |          | 1−2    | 0−3   | 1−8     | 4    |
| Bhutan           | 0−3          | 0−3      | 2−1      |        | 1−2   | 2−7     | 3    |

Grup B (Isa Town)
|            | Kuwait | Bahrain | Guam | Singapur | Laos | V − D | Partits | Pos. |
| Kuwait (2) |        | 3−0     | 3−0  | 0−3      | 3−0  | 1−3   | 9−3     | 2    |
| Bahrain    | 0−3    |         | 0−3  | 0−3      | 1−2  | 0−4   | 1−11    | 5    |
| Guam       | 0−3    | 3−0     |      | 0−3      | 2−1  | 2−2   | 5−7     | 3    |
| Singapur   | 3−0    | 3−0     | 3−0  |          | 3−0  | 4−0   | 12−0    | 1    |
| Laos       | 0−3    | 2−1     | 1−2  | 0−3      |      | 1−3   | 3−9     | 4    |

Play-offs (Isa Town)
| Ronda        | Equip A          | Resultat | Equip B    |
| ------------ | ---------------- | -------- | ---------- |
| Ascens       | Cambodja         | 2 − 1    | Singapur   |
| Tercer/Quart | Turkmenistan (1) | 0 − 3    | Kuwait (2) |
| Cinquè/Sisè  | Bhutan           | 0 − 3    | Guam       |
| Setè/Vuitè   | Mongòlia         | 1 − 2    | Laos       |
| Novè         |                  |          | Bahrain    |

## Sector Europa

### Grup III
Les eliminatòries es van disputar entre els dies 22 i 25 de juny de 2022 sobre terra batuda al Tennis Club Bellevue de Ulcinj (Montenegro). Els equips es van dividir en dos grups de quatre equips, on els dos guanyadors més el guanyador de l'enfrontament entre els dos segons es van classificar per disputar la següent edició de la fase classificatòria del Grup Mundial II, mentre que els dos pitjors van descendir al grup IV del sector europeu.
Grup A
|               | Armènia | Xipre | Geòrgia | Liechtenstein | V − D | Partits | Pos. |
| Armènia       |         | 0−3   | 0−3     | 3−0           | 1−2   | 3−6     | 3    |
| Xipre         | 3−0     |       | 0−3     | 3−0           | 2−1   | 6−3     | 2    |
| Geòrgia       | 3−0     | 3−0   |         | 3−0           | 3−0   | 9−0     | 1    |
| Liechtenstein | 0−3     | 0−3   | 0−3     |               | 0−3   | 0−9     | 4    |

Grup B
|                    | Luxemburg | Moldàvia | Montenegro | Macedònia del Nord | V − D | Partits | Pos. |
| Luxemburg          |           | 2−1      | 2−1        | 2−1                | 3−0   | 6−3     | 1    |
| Moldàvia           | 1−2       |          | 2−1        | 2−1                | 2−1   | 5−4     | 2    |
| Montenegro         | 1−2       | 1−2      |            | 1−2                | 0−3   | 3−6     | 4    |
| Macedònia del Nord | 1−2       | 1−2      | 2−1        |                    | 1−2   | 4−5     | 3    |

Play-offs
| Ronda   | Subronda      | Equip A | Resultat           | Equip B    |
| ------- | ------------- | ------- | ------------------ | ---------- |
| Ascens  | Primer/Segon  | Geòrgia | 2 − 0              | Luxemburg  |
| Ascens  | Promoció      | Xipre   | 3 − 0              | Moldàvia   |
| Descens |               | Armènia | 0 − 3              | Montenegro |
| Descens | Liechtenstein | 0 − 2   | Macedònia del Nord |            |

### Grup IV
Les eliminatòries es van disputar entre els dies 27 i 31 de juliol de 2022 sobre pista dura al Baku Tennis Academy de Bakú (Azerbaidjan). Els equips es van dividir en dos grups de tres i quatre equips, on els dos primers classificats de cada grup es van enfrontar, primer d'un grup contra segon de l'altre grup, per decidir els dos equips que van ascendir al Grup III del sector europeu.
Grup A
|            | San Marino | Islàndia | Albània | V − D | Partits | Pos. |
| San Marino |            | 2−1      | 3−0     | 2−0   | 6−0     | 1    |
| Islàndia   | 1−2        |          | 3−0     | 1−1   | 4−2     | 2    |
| Albània    | 0−3        | 0−3      |         | 0−2   | 0−6     | 3    |

Grup B
|             | Malta | Andorra | Azerbaidjan | Kosovo | V − D | Partits | Pos. |
| Malta       |       | 2−1     | 2−1         | 3−0    | 3−0   | 7−2     | 1    |
| Andorra     | 1−2   |         | 1−2         | 2−1    | 1−2   | 4−5     | 3    |
| Azerbaidjan | 1−2   | 2−1     |             | 2−1    | 2−1   | 5−4     | 2    |
| Kosovo      | 1−2   | 1−2     | 0−3         |        | 0−3   | 2−7     | 4    |

Play-offs
| Ronda       | Equip A    | Resultat | Equip B     |
| ----------- | ---------- | -------- | ----------- |
| Ascens      | San Marino | 2 − 1    | Azerbaidjan |
| Ascens      | Islàndia   | 1 − 2    | Malta       |
| Cinquè/Sisè | Albània    | 2 − 1    | Andorra     |
| Setè        |            |          | Kosovo      |

## Resum
| Grup         | Grup      | Països |
| ------------ | --------- | --- |
| Grup Mundial | Campió    | Canadà |
| Grup Mundial | Finalista | Austràlia |
| Grup III     | Ascens    | Costa d'Ivori, Geòrgia, Jamaica, Jordània, Luxemburg, Marroc, Pacific Oceania, Paraguai, Veneçuela, Vietnam, Xipre, Zimbàbue |
| Grup III     | Descens   | Armènia, Emirats Àrabs Units, Guatemala, Kenya, Liechtenstein, Moçambic, Puerto Rico, Síria                                  |
| Grup IV      | Ascens    | Bermudes, Cambodja, Hondures, Malta, San Marino, Senegal, Sri Lanka, Togo                                                    |